# Sawang I
Sawang I is een bestuurslaag in het regentschap Aceh Selatan van de provincie Atjeh, Indonesië. Sawang I telt 901 inwoners (volkstelling 2010).